# Primula shimokitana
Primula shimokitana — вид квіткових рослин з родини первоцвітових (Primulaceae). Повторне дослідження первоцвіту на півострові Сімокіта, найпівнічнішого острова Хонсю, Японія, яке розглядалося як Primula modesta Bisset & Moore, показало, що рослина тісно пов'язана з P. sorachiana Miyabe & Tatew., ендемічним для Хоккайдо, на основі морфологічних і філогенетичних досліджень. Однак таксон можна відрізнити від P. sorachiana меншим зростом, квітковим черешком коротшим за листя, немішкоподібною основою приквітків, більшими та меншою кількістю квіток і неглибоко розділеними частками чашечки. На основі отриманих результатів рослини з півострова Сімокіта описані як новий вид P. shimokitana Mas. Yamam..